# Nyikolaj Nyikolajevics Jugyenyics

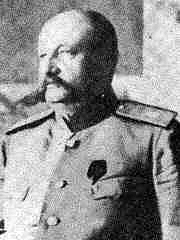
Nyikolaj Jugyenyics tábornok

Nyikolaj Nyikolajevics Jugyenyics (oroszul: Николай Николаевич Юденич) (Moszkva, 1862. július 18. – Saint-Laurent-du-Var, 1933. október 5.), az Orosz Birodalom egyik legsikeresebb tábornoka az első világháború alatt. 1918–1920 között az oroszországi polgárháborúban az északnyugat-oroszországi ellenforradalmi erők egyik parancsnoka.

## Életútja az I. világháborúig
Jugyenyics Moszkvában született. 1881-ben elvégezte az Sándor cár Katonai Iskolát, majd 1887-ben az Vezérkari Akadémiát. Az orosz–japán háborúban már egy ezred parancsnoka volt. 1907-től a Kaukázusi katonai körzet főszállásmestere, 1912-től a Kazanyi katonai körzet törzskarának, majd 1913-tól a Kaukázusi katonai körzet törzskarának főnökévé nevezték ki. Az I. világháború kitörésekor az orosz Kaukázusi hadsereg törzsének főnöke, – vezetésével Sarikamişnál győzték le az oszmán csapatokat.

## Az I. világháborúban
A sarıkamışi csata után, 1915 januárjában kinevezték a kaukázusi orosz erők főparancsnokának, Voroncov-Daskov tábornok helyére. Jugyenyics támadásokat intézett Kelet-Anatólia ellen, nagy területeket foglalt el az Oszmán Birodalomtól, 1915 májusában Van városát is megszállta. 1915 augusztusában Miklós nagyherceg az Orosz Birodalom alkirályaként a Kaukázusba érkezett, és teljes anyagi és katonai támogatást nyújtott Jugyenyicsnek egy általános orosz támadáshoz a törökök ellen. A támadás terveit Jugyenyics dolgozta ki. Az offenzíva 1916 januárjában kezdődött meg. A támadás megsemmisítette a török 3. hadsereget, az erzurumi csata során elfoglalták Erzurum és Trabzon városát. 1916 nyarán az erzincani csatában Jugyenyics visszaverte a török ellentámadást. Az oroszok stabilizálták helyzetüket Örményországban, Kelet-Anatóliában. Az orosz győzelmek rövid időre megakadályozták az örmény holokausztot ebben a térségben.

## Az orosz forradalom
Az 1917-es februári orosz forradalom Jugyenics tábornokot a Kaukázusban érte. Rövid időn belül áthelyezték, majd áprilisban nyugdíjazták. Az 1917-es októberi forradalom után Franciaországba emigrált, majd Észtországba utazott.

## Az ellenforradalmi szerepe
1919 júliusában bekapcsolódott az oroszországi polgárháborúba, az északnyugat-oroszországi fehér seregek irányítója lett. Helyet kapott az ellenforradalmi kormányban is. Jugyenyics tábornok három hónap alatt kiképezte az irányítása alatt álló ellenforradalmi erőket, majd 1919 októberében 20 000 katonájával Petrográd ellen vonult. A fővárosban viszonylag gyenge bolsevik erők maradtak, így a terv sikere biztosnak tűnt. Mannerheim tábornok, Jugyenyics egykori katonatársa azt kérte Finnország elnökétől, Ståhlbergtől, hogy a finn hadsereg is csatlakozzon Petrográd ostromához. Ståhlberg elnök azonban elutasította Mannerheim kérését, így Jugyenyics egyedül vágott neki az ostromnak.

## Petrográd ostroma
1919. október 19-én Jugyenyics seregei elérték a város határát, a bolsevik vezetés úgy ítélte meg, hogy a várost ki kell üríteni és át kell adni. Trockij ellenezte a megadást. Petrográdba utazott, ahol megkezdte a városi munkásság, gyári alkalmazottak felkészítését a város megvédésére. 1919. november 1-jén a város védői visszaverték Jugyenyics támadását, a támadó sereg visszavonulásra kényszerült.

## Emigrációban
Petrográd sikertelen ostroma után hadseregével visszavonult Észtországba, és leszerelte csapatait. Megmaradt erőit 1920-ban brit hajók evakuálták Észtországból. Maga Jugyenyics ismét Franciaországba emigrált. Nem játszott jelentős szerepet az orosz emigráció politikai tevékenységében. Cannes-ban élt és a közelben fekvő Saint-Laurent-du-Var-ban hunyt el tbc-ben, 1933. október 5-én.